# Bronze de Cortono
El bronze de Cotorno és una làmina metàl·lica trobada a Medinaceli (Sòria) que es correspon amb la ciutat romana Cortonum. Conté cinc línies de text celtiber occidental. Va ser trobada fora de context arqueològic clar, encara que el seu contingut podria fer referència a un pacte entre pobles i ser datada entre els segles II – I aC.
Transcripción según hesperia : ref. SP.02.03
(-)rdas: oboi : gortono :
alaboi : atigo : ueidui
argatobezom : loudu
Loukaiteidutas : dure
bundalos : gortonei.